# Methone (stolica tytularna)
Methone (łac. Dioecesis Mothonensis lub Methonensis) – stolica historycznej diecezji na Peloponezie, początkowo w metropolii Korynt, później Patras. Obecnie katolickie biskupstwo tytularne. Od 1968 diecezja Methone jest diecezją wakującą.

## Historia
Methone (również Methoni,  Modon, Modoni, Metone; gr.: Μεθώνη) to miasto portowe w Messenii na południowo-zachodnim krańcu Peloponezu. W późnym antyku (V w.) powstało tu biskupstwo. W IX w. miasto było stolicą diecezji w metropolii Patrae (Patras).
Urzędowali w niej biskupi podlegający patriarsze Konstantynopola, czyli prawosławni (po rozłamie chrześcijaństwa na Kościół wschodni i zachodni). Najbardziej znanym biskupem Methone był Mikołaj, teolog z XII w. Był on też świadkiem opanowania i spustoszenia miasta przez Wenecjan w 1125 r. i przez Normanów w 1147 r.
Na początku XIII w., kiedy Peloponez znalazł się pod wpływami łacinników, miasto na trwałe znalazło się we władaniu Wenecji i przemianowano je na Modon. Utworzono też tu katolickie biskupstwo, które przetrwało, podobnie jak panowanie Wenecjan, do podboju tureckiego w 1500 r.
Na początku XVI w. biskup wileński Jan z Książąt Litewskich wystarał się dla biskupów pomocniczych swojej diecezji o tytuł biskupa Methone (biskupa metoneńskiego). W późniejszym okresie tytuł ten przestał być związany z diecezją wileńską.

## Biskupi Modon
- Giovanni: 1207–1212
- Landolfo: 9 kwietnia 1252 – ?
- Leonardo Patrasso: 1273 – 17 czerwca 1297, mianowany biskupem Aversa (Aversa, Włochy)
  - Pietro Correr: 17 czerwca 1297 – ?, administrator apostolski)
- Pietro: 25 września 1301 – 19 lipca 1303, mianowany biskupem Chieti (Chieti, Włochy)
- Angelo da Camerino, OSA: 2 listopada 1303 – 15 października 1311, mianowany patriarchą Grado – Angelo Motonense
  - Egidio da Ferrara, OP: 15 października 1311 – ?, administrator apostolski
- Giacomo da Fusignano, OP: 2 sierpnia 1322 – ?
- Matteo, OFM: 10 września 1333 – ?
- Niccolò: 18 czerwca 1347 – ?
- Giorgio: 4 listopada 1349 – ?
  - Orso Dolfin: 6 marca 1363 – 1367, administrator apostolski
- Francesco Falier: 21 stycznia 1368 – 21 listopada 1390, mianowany biskupem Castello (dzielnica Wenecji, Włochy)
- Lodovico Morosini: 21 listopada 1390 – ?
- Antonio Correr, CRSGA: 24 lutego 1407 – 31 marca 1407, mianowany biskupem bolońskim (Bolonia, Włochy)
- Niccolò: 9 listopada 1407 – ?
- Francesco Novello: 10 czerwca 1409 – ?
- Paolo di Giovanni: 24 stycznia 1410 – ?
- Lorenzo Venier, OP: 15 lipca 1411 – 19 stycznia 1428, mianowany arcybiskupem Zadaru (Zadar, ówczesna posiadłość wenecka, dziś Chorwacja)
- Marino de' Bernardini, CRSA: 23 lutego 1428 – 25 września 1430, mianowany biskupem Korfu (Korfu, ówczesna posiadłość wenecka, dziś Grecja)
- Gabriele Gabrieli: 15 grudnia 1432 – 19 kwietnia 1448, mianowany biskupem koperskim (Capodistria, ówczesna posiadłość wenecka, dziś Słowenia)
- Marco Cavador: 3 czerwca 1448 – ?)
- Angelo Fasolo: 7 listopada 1459 – 16 września 1464, mianowany biskupem Belluno-Feltre (Belluno, Feltre, Włochy)
- Alvise Longo, OP: 6 października 1466 – ?
- Giovanni: 12 marca 1472 – ?
- Andrea Falcone: 12 grudnia 1491 – 1506

## Tytularni biskupi Methone
| Lp. | Biskup                                                                   | Funkcja                                                                         | Od                | Do                   |
| --- | ------------------------------------------------------------------------ | ------------------------------------------------------------------------------- | ----------------- | -------------------- |
| 1   | Antonio de Ávila OP                                                      |                                                                                 | 9 marca 1506      |                      |
| 2   | Jerzy Chwalczewski                                                       | biskup pomocniczy wileński                                                      |                   | 24 kwietnia 1536     |
| 3   | Luigi Lippomano                                                          | biskup koadiutor w diecezji Bergamo biskup koadiutor w diecezji Werony (Włochy) | 7 lutego 1539     | 9 sierpnia 1548      |
| 4   | Jerzy Albinus                                                            | biskup pomocniczy wileński                                                      | 5 listopada 1550  | 1570                 |
| 5   | Cyprian Wiliski OP                                                       | biskup pomocniczy wileński                                                      | 3 marca 1572      | 1594                 |
| 6   | Mikołaj Pac                                                              | biskup pomocniczy wileński                                                      | 9 września 1602   | 29 marca 1610        |
| 7   | Abraham Woyna                                                            | biskup pomocniczy wileński                                                      | 25 maja 1611      | 20 lipca 1626        |
| 8   | Jerzy Tyszkiewicz                                                        | biskup pomocniczy wileński                                                      | 17 maja 1627      | 19 grudnia 1633      |
| 9   | Stanisław Nieborski                                                      | biskup pomocniczy wileński                                                      | 9 stycznia 1634   | 27 maja 1644         |
| 10  | Hieronim Władysław Sanguszko SJ                                          | biskup pomocniczy wileński                                                      | 12 grudnia 1644   | 31 maja 1655         |
| 11  | Aleksander Kazimierz Sapieha                                             | biskup pomocniczy wileński                                                      | 2 sierpnia 1655   | 12 stycznia 1660     |
| 12  | Gothard Jan Tyzenhauz                                                    | biskup pomocniczy wileński                                                      | 5 kwietnia 1661   | 17 września 1668     |
| 13  | Bonawentura Madaliński                                                   | biskup koadiutor płocki                                                         | 16 listopada 1671 | 13 marca 1674        |
| 14  | Angelus Grimaldi OP                                                      | biskup pomocniczy w diecezji Albano (Włochy)                                    | 6 lutego 1679     | 10 kwietnia 1682     |
| 15  | Alfonso Santacruz                                                        | biskup pomocniczy w archidiecezji Toledo                                        | 15 lutego 1683    | 1698                 |
| 16  | Peter Cornelius Beyweg                                                   | biskup pomocniczy spirski (Niemcy)                                              | 9 czerwca 1700    | 12 października 1744 |
| 17  | Alexander Fé                                                             |                                                                                 | 22 sierpnia 1746  | 14 marca 1791        |
| 18  | József Petheő                                                            | biskup pomocniczy pecki (Pecz, Węgry)                                           | 24 lipca 1797     | 3 lipca 1809         |
| 19  | Aloyse Kobès CSSp                                                        | wikariusz apostolski w archidiecezji Libreville (Libreville, Gabon)             | 22 września 1848  | 11 października 1872 |
| 20  | Francesco Melchiori OFM arcybiskup tytularny pro hac vice (na tę okazję) | arcybiskup koadiutor w archidiecezji Tirany-Durrës (Albania)                    | 28 września 1921  | 22 maja 1922         |
| 21  | Giovanni Maria Camilleri OSA                                             | biskup emeryt diecezji Gozo (Malta)                                             | 21 stycznia 1924  | 7 listopada 1924     |
| 22  | Salvatore Meo                                                            |                                                                                 | 19 lutego 1926    | 15 listopada 1936    |
| 23  | Luciano Geraci                                                           | prałat prałatury terytorialnej Santa Lucia del Mela (Włochy)                    | 6 marca 1937      | 20 lipca 1946        |
| 24  | James Aloysius McNulty                                                   | biskup pomocniczy w archidiecezji Newark (USA)                                  | 2 sierpnia 1947   | 9 kwietnia 1953      |
| 25  | Bertoldo Bühl OFM                                                        | biskup emeryt diecezji Oruro (Oruro, Boliwia)                                   | 17 czerwca 1953   | 19 kwietnia 1968     |